# British Interplanetary Society

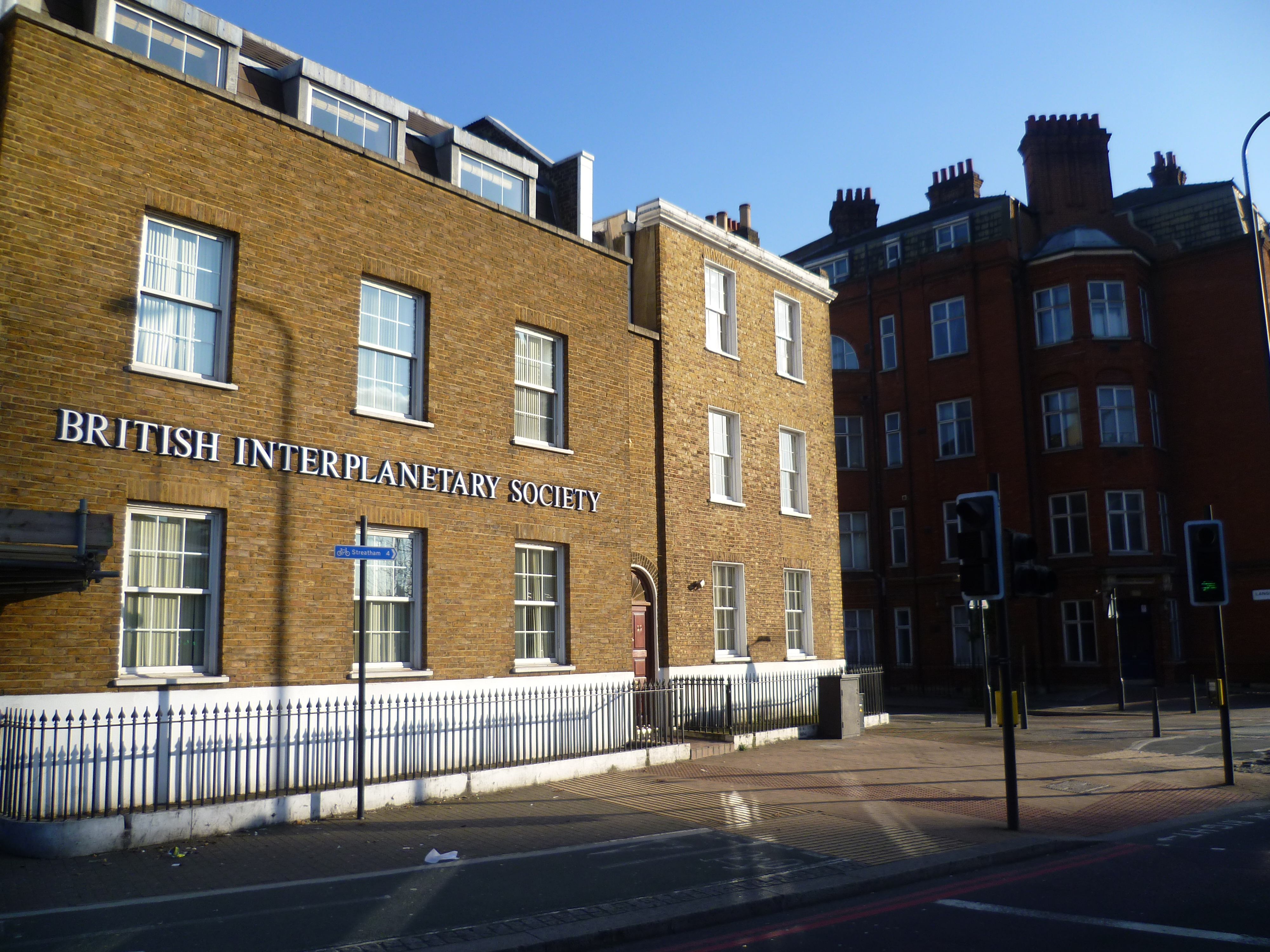
British Interplanetary Society

De British Interplanetary Society (BIS) is in 1933 opgericht door Philip E. Cleator. Het is de oudste organisatie ter wereld met als exclusief doel het steunen en promoten van ruimteonderzoek en ruimtevaart. Het is een non-profitorganisatie met het hoofdkantoor in Londen en wordt betaald door ledencontributie.
In 1978 ontwierp de BIS met Project Daedalus een sterrenschip waarmee de Ster van Barnard bereikt zou kunnen worden.
Sciencefictionschrijver Arthur C. Clarke is een bekend voormalig voorzitter van de BIS.